# Eurema herla
Eurema herla – gatunek motyla z rodziny bielinkowatych i podrodziny Coliadinae.

## Taksonomia
Gatunek ten opisany został po raz pierwszy w 1826 roku przez Williama Sharpa Macleaya pod nazwą Pieris herla. Później przeniesiony został do rodzaju Terias, który ostatecznie zsynonimizowano z Eurema.

## Morfologia
Samce osiągają średnio 30, a samice 34 mm długości przedniego skrzydła. Wierzch skrzydła przedniego jest kremowożółty do żółtego z ciemnobrązową plamą wierzchołkową o równomiernie zakrzywionej krawędzi wewnętrznej. Jego spód jest u samców żółty, u samic zaś żółto-kremowy lub żółto-różowy. Wierzch skrzydła tylnego jest kremowożółty do żółtego, o czarnej przepasce terminalnej rozbitej na słabo widoczne kropki na końcach żyłek. Spód jego jest w porze wilgotnej żółty lub kremowy, w suchej zaś różowy lub brązoworóżowy; występować mogą na nim ciemnoszare paski.

## Ekologia i występowanie
Owad ten zasiedla trawiaste zadrzewienia. Przypuszczalnie na świat przychodzi kilka pokoleń w ciągu roku. Postacie dorosłe spotykane są we wszystkich miesiącach, ale do rozrodu dochodzi tylko latem i jesienią. W porze suchej osobniki dorosłe gromadzą się w refugiach, wybierając zwykle tereny suchsze i bardziej otwarte. Gąsienice są fitofagami żerującymi na roślinach z rodzajów Chamaecrista i strączyniec, należących do bobowatych.
Gatunek endemiczny dla Australii, rozmieszczony wzdłuż wybrzeży od północnej Australii Zachodniej przez północne Terytorium Północne, północny i wschodni Queensland po wschodnią Nową Południową Walię.